# 贺若嵩
賀若嵩（540年—597年），字陁羅曾，北周、隋朝官员，代郡人，西魏右衛将軍贺若统的第六子，贺若敦、贺若谊的弟弟。
561年（保定元年）初任都督。在譙王宇文俭在王府任長史，兼親信大都督。转为樂安郡太守，受司衛都上士之位。579年（大象元年），受儀同之位。580年（大象二年）在巴蜀立下軍功，受上儀同之位。586年（開皇六年），受車騎将軍之号。597年（開皇十七年）四月，突然病故，享年五十八岁。